# 満韓交換論
満韓交換論（まんかんこうかんろん）とは、満洲でのロシア帝国の権利を認める代わりに、朝鮮半島での日本の権利を認めてもらおうという考えであり、1900年頃に伊藤博文等が提唱した。1900年の米国の第2次門戸開放通牒以降、清国の領土保全が列強間の原則となったため、満洲の清国領土としての保全をはかる範囲で、ロシアの利権を認めることに、日本の交渉上の譲歩が限定された。

## 背景
19世紀半ば以降、ロシア帝国は極東、特に清への圧力を強めていった。1858年愛琿条約を締結して、黒竜江左岸地域を獲得し、1860年には北京条約を締結して沿海州を獲得した。
1895年日本は日清戦争に勝利し遼東半島を獲得したが、ロシア・フランス・ドイツによる三国干渉によって、清への返還を余儀なくされた。さらにロシアは清と露清密約を締結して、遼東半島の一部を租借し、1900年に義和団の乱（北清事変）が起こると多数の兵を駐留させ、乱の平定後も混乱の収拾を理由として撤兵しなかった。日本としては、自らの勢力範囲である朝鮮半島に隣接した満洲を事実上占領状態に置き、さらに南下の気配を示すロシアへの対応を検討せざるを得なくなった。

## 提唱
当時、日本国内では三国干渉による恨みからロシアに対する評判は悪かったが、ロシアと交戦状態となったところで勝算はないという意見が多かった。そんな中、伊藤博文は日露協商論の立場から満韓交換論を提唱し、ロシアとの交渉に当たった。この考えは井上馨や松方正義に支持された。
ただ、山縣有朋や桂太郎、小村寿太郎らはロシアとの開戦を主張していた。これは、仮に日露協商が成立しても長続きせず、ロシアの側がこれを破棄することは確実で、ならいっそのこと戦ったほうがよいと考えたからである。

## 満韓交換論の消滅
義和団の乱に際したロシアの満洲占領はイギリスにも脅威を与えた。当時イギリスは、長江流域に権益を持ちながらも、ボーア戦争の深みに嵌まり、極東に戦力を差し向ける余力を失っていた。そこで、ロシアの南下を牽制する意味合いから日本に接近し、ロシアへの対応を模索していた日本との利害が一致、1902年の日英同盟へと繋がる。
これにより日本は、世界帝国であるイギリスを後ろ盾としてロシアに対抗する方針へと転じ、一時的な譲歩案に過ぎない満韓交換論による日露協商論案の主張は後退した。
1903年8月、日本はロシアに満韓交換論を提示したが、軍事的に勝るロシアはこれを拒否したばかりでなく、エヴゲーニイ・アレクセーエフ極東総督らは、朝鮮半島を南北に分け、南側を日本の勢力下に、北側を中立地帯として軍事目的での利用を禁ずるという提案を突きつけてきた。これは事実上ロシアの支配下に朝鮮半島が入ることを意味し、当時の日本としてはのめる提案ではなく、翌1904年日本はロシアと国交を断絶。満韓交換論は完全に消滅し、日露戦争へと向かうこととなった。

## 相互補完説
千葉功は「満韓不可分論=満韓交換論の形成と多角的同盟・協商網の模索」において従来対立するとされてきた日英同盟と日露協商を相互補完的なものであるとし、満韓不可分論からの満韓交換論が交渉テクニックとして用いられる中で結果的に開戦に至ったとの見解を示した。

## 脚註
1. ↑  信夫清三郎編『日本外交史―1853-1972』毎日新聞社、1974年、205頁。
2. ↑  『史學雜誌』105巻7号、pp.38-73,161-162, 1996年7月。
3. ↑  「東アジア史学会会報」第3号、1997年1月。